# Die ganze Welt, Herr Jesu Christ

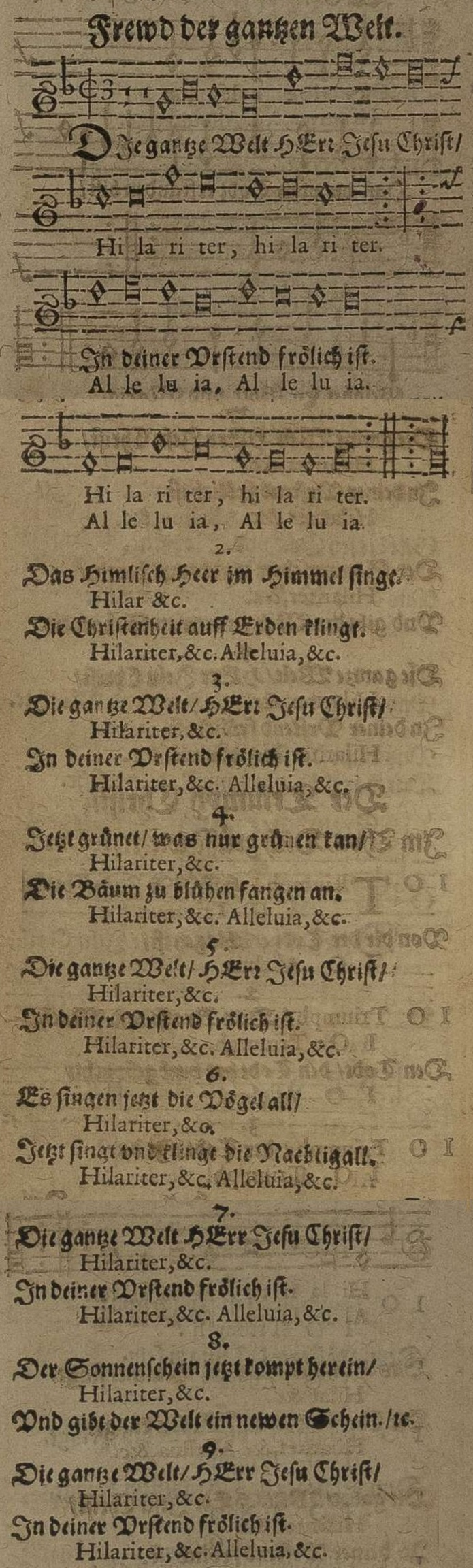
Frewd der gantzen Welt, Erstdruck in Außerlesene Catholische Geistliche Kirchengesäng, Köln 1623

Die ganze Welt, Herr Jesu Christ ist ein Osterlied des Evangelischen Gesangbuchs sowie des römisch-katholischen Gotteslobs.

## Geschichte
Die Melodie erschien zum ersten Mal 1623 und 1625 in Kölner Gesangbüchern. Friedrich Spee von Langenfeld (1591–1635) verfasste im Jahr 1622 den Text. Er orientierte sich dabei an einer vorreformatorischen Form des Volksgesanges, die insbesondere bei Prozessionen genutzt wurde.

## Text
1. Die ganze Welt, Herr Jesu Christ,

Halleluja, Halleluja,

in deiner Urständ fröhlich ist.

Halleluja, Halleluja.

2. Das himmlisch Heer im Himmel singt,

Halleluja, Halleluja,

die Christenheit auf Erden klingt.

Halleluja, Halleluja.

3. Jetzt grünet, was nur grünen kann,

Halleluja, Halleluja,

die Bäum zu blühen fangen an.

Halleluja, Halleluja.
4. Es singen jetzt die Vögel all,

Halleluja, Halleluja,

jetzt singt und klingt die Nachtigall.

Halleluja, Halleluja.

5. Der Sonnenschein jetzt kommt herein,

Halleluja, Halleluja,

und gibt der Welt ein’ neuen Schein.

Halleluja, Halleluja.

6. Die ganze Welt, Herr Jesu Christ,

Halleluja, Halleluja,

in deiner Urständ fröhlich ist.

Halleluja, Halleluja.

## Inhalt
Friedrich Spees Osterlied verbindet die Freude über die Auferstehung („Urständ“) Jesu Christi mit dem Aufblühen der Natur im Frühling, das als Teilnahme an der Osterfreude gedeutet wird. Gefeiert werde, wie es in Strophe 2 heißt, „auf Erden“ wie auch „im Himmel“. Überall „grüne“ und „blühe“ es, so Strophe 3, so dass alle Wesen, wie die Vögel als Mittler zwischen Erde und Himmel „singen und klingen“, wie es in Strophe 4 heißt.
Dabei kommt die Sonne als zentrales Auferstehungssymbol in den Blick (Strophe 5), so dass Erde und Himmel in Christi Auferstehung verbunden und versöhnt werden (Strophe 6).
Das ganze Lied ist mit seinem „Halleluja“ vom Osterjubel erfüllt, verbindet „Frühling und Auferstehung, Hilaritas und Halleluja, Fröhlichkeit und Freude“. Die Natur ist nicht Gegenstand bzw. Inhalt der Verkündigung, sondern „Zeuge und Zeichen“ der Auferstehung Christi. Insofern ist das Lied ein geistliches Osterlied, auch wenn es inhaltlich eine starke Nähe zu Frühlingsliedern aufweist.

## Melodie
Vermutet wird, dass die Melodie nicht von Spee selbst stammt. Sie ist mit einer spätmittelalterlichen Kirchenliedform verwandt, der Cantio, für die ein Dreiertakt, die Dur-Tonart und Dreiklangmotive charakteristisch sind.
Das Lied beginnt zwar in einem feierlichen und kraftvollen Dorisch, wandelt sich dann jedoch barock in Moll und ist, zwar auf Moll endend, von vielen Dur-Elementen durchsetzt.

## Verbreitung
Schon im 17. Jahrhundert ist das Lied in vielen katholischen Gesangbüchern nachweisbar. Die Melodie wurde auch in evangelischen Liedersammlungen, zumeist mit anderen Texten, genutzt. 1932 veröffentlichte Otto Riethmüller es in seinem Gesangbuch „Ein neues Lied“; 1950 wurde es in das damalige Evangelische Kirchengesangbuch (EKG) aufgenommen. Als ökumenisches Lied ist es heute sowohl im Gotteslob (Nr. 219), im Evangelisch-reformierten Gesangbuch (RG) (Nr. 471) als auch im Evangelischen Gesangbuch (Nr. 110) zu finden.